# Stefan Everts

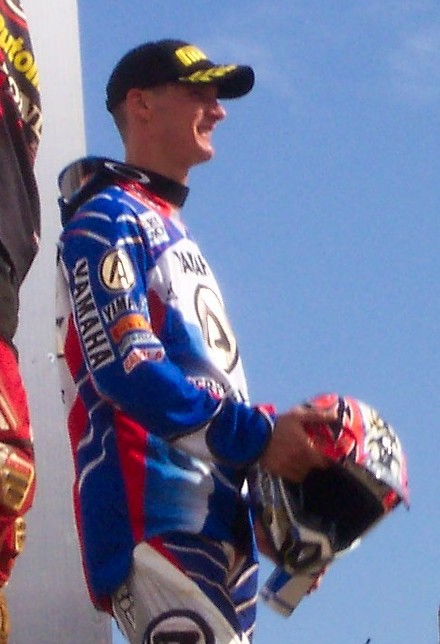
Everts no pódio da corrida da Grã Bretanha em 2004 (Arreton, IOW).

 Stefan Everts , (Bree, 25 de novembro de 1972), é um piloto de motocross que se aposentou em 2006 após vencer dez títulos mundiais, batendo este e vários outros recordes..

## Biografia
Stefan é o filho do tetra-campeão mundial de motocross nos anos 70, Harry Everts (campeão em 1975, 1979,1980 e 1981) e aprendeu a andar de moto aos quatro anos, estreando no campeonato mundial de 125 aos dezessete. Dois anos depois se tornava o campeão mundial da categoria, passando por várias outras até completar dez títulos mundiais e 101 vitórias em corridas.

## Estilo
Conhecido pelo estilo suave de pilotagem que dava a impressão de correr sem fazer esforço, conseguia se manter de pé na moto por muito mais tempo que os outros pilotos, inclusive nas curvas mais complicadas. 
Graças ao seu controle excepcional em curvas, ele conseguia fazê-las em marchas mais altas e rotações mais baixas, o que permitia o melhor uso do torque, ao contrário dos outros pilotos, que usam todas as marchas na rotação máxima. Mesmo nas 
125cc e 250cc dois tempos do seu inicio de carreira.
Se ele nunca teve interesse no estilo americano de pilotagem e nas pistas de supercross, ele se mostrava competitivo  com relação aos melhores pilotos norte americanos em suas categorias.
Já nos últimos anos de sua carreira, Stefan se valeu de toda a experiência adquirida para mostrar uma consistência impressionante, com pouquíssimos erros.

## Pós competição
Após a sua aposentaria das pistas, Stefan se tornou do diretor de competições da equipe oficial KTM, sendo o responsável pela preparação física, técnica e psicológica dos pilotos, renovando o seu contrato por dois anos no meio de 2007.
Atualmente vive em Mônaco com a sua esposa Kelly e seu filho Liam, porém sendo criticado pelos colegas esportistas belgas, como Justine Henin e Tom Boonen pela mudança para o principado e paraíso fiscal.

## Recordes e premiações

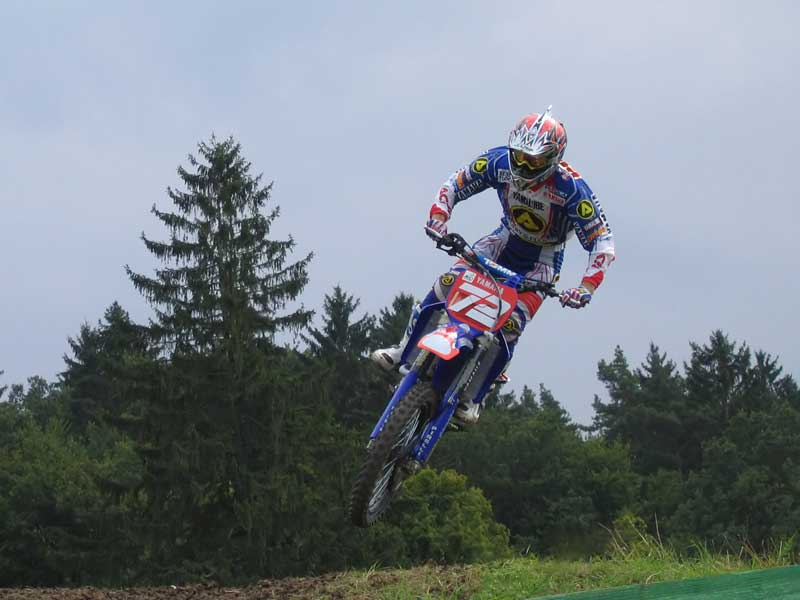
Stefan Everts
^{Beschreibung, WM-Lauf 2005 in Gaildorf}

- 10 vezes campeão do mundo de motocross
- 101 vitórias em corridas
- Venceu 14 das 15 corridas em 2006.
- Junto com o compatriota Eric Geboers, são os únicos pilotos a vencerem nas três categorias do motocross, se tornando o "Mr. 875cc" (Campeão mundial da 125/250 e 500cc)
- Na temporada de 2003, ele venceu três provas em três categorias diferentes (125cc, MXGP e 650cc) no mesmo dia em Ernee, França.
- É o único piloto a ser campeão mundial pelas quatro marcas japonesas (Suzuki, Kawasaki, Honda e Yamaha).
- Cinco vezes eleito o esportista do ano na Bélgica (2001, 2002, 2003, 2004 and 2006), perdendo apenas para o ciclista Eddy Merckx, o "canibal", pentacampeão do Tour de France e um prêmio pela carreira.

## Currículo
- 1990: Campeão Belga da categoria 125cc (Suzuki)
- 1991: Campeão Mundial da categoria 125cc (Suzuki)- venceu 5 provas e se tornou o mais jovem campeão mundial na época(Suzuki)
- 1991:  Campeão Belga da categoria 125cc (Suzuki)
- 1993: Campeão Belga da categoria 250cc (Suzuki)
- 1995: Campeão Mundial da categoria 250cc - venceu 5 provas(Kawasaki)
- 1996: Campeão Mundial da categoria 250cc - venceu 5 provas(Honda)
- 1997: Campeão Mundial da categoria 250cc - venceu  9 provas(Honda)
- 1997: Venceu o "Motocross das Nações" (Honda)
- 1998: Campeão Belga categoria 250cc (Honda)
- 1998: Venceu o "Motocross das Nações" (Honda)
- 2001: Campeão Mundial da categoria 500cc(Yamaha)- se tornou o primeiro piloto campeão com as quatro marcas.

venceu sete corridas 
- 2002: Campeão Mundial da categoria 500cc - venceu quatro corridas(Yamaha)
- 2003: Campeão Mundial da categoria MXGP - venceu oito provas (Yamaha)
- 2003: Venceu o Motocross das Nações  (Yamaha)
- 2003: Vencedor do Enduro dos seis dias no Brasil (Yamaha)
- 2004: Campeão Mundial da Motocross GP - venceu sete provas(Yamaha)
- 2004: Venceu o Motocross das Nações (Yamaha)
- 2005: Campeão Mundial da categoria MX1 - venceu oito provas(Yamaha)
- 2005: Campeão Belga de Motocross (Yamaha)
- 2006: Campeão Mundial da categoria MX1- venceu 12 corridas(Yamaha)